# Veronica Lindholm
Linda Veronica Lindholm, född Lövgren 17 september 1984 i Skellefteå Sankt Örjans församling, är en svensk politiker (socialdemokrat), som var ordinarie riksdagsledamot 2014–2018, invald för Västerbottens läns valkrets. I riksdagen var hon ledamot i konstitutionsutskottet 2014–2018 och suppleant i socialutskottet.
Lindholm växte upp i Ursviken men är nu bosatt i Kusmark. Hon har arbetat som personlig assistent.